# Penisa parva
Penisa parva là một loài bướm đêm trong họ Noctuidae.